# Ritsnål

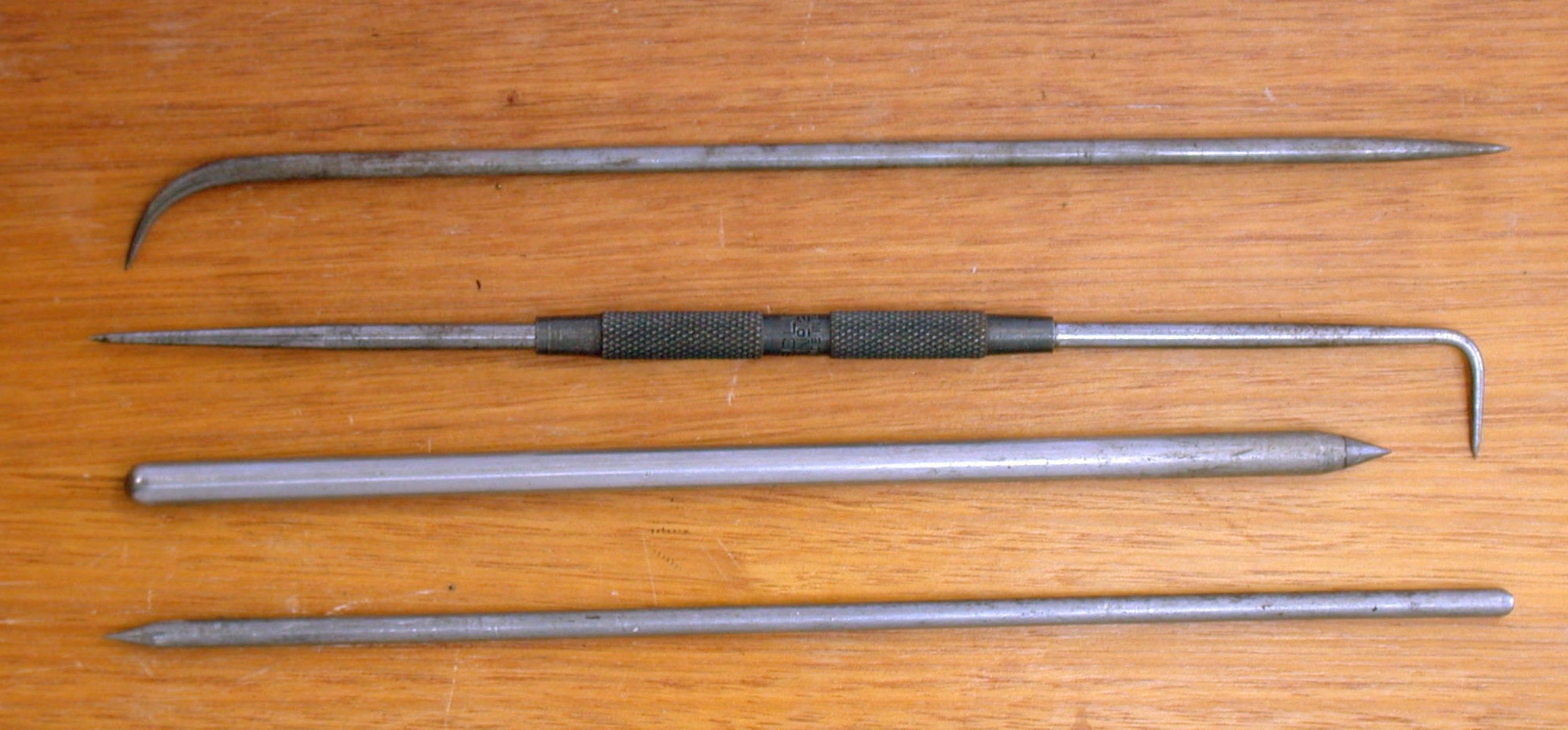
Olika sorters ritsnålar.

Ritsnål är ett verktyg som används för att göra markeringar streck på släta metallytor. En ritsnål används oftast då ett metallstycke till exempel ska kapas eller något annat liknande ingrepp ska ske. Ritsnålen är ett spetsigt metallföremål som oftast är mycket smalt. Den brukar oftast ha två spetsar. En rak spets och en vinklad. Ritsnålen har fördelen mot en vanlig penna att det blir tunnare linjer som ändå syns tydligt på metallytan.